# Frank E. Blokland

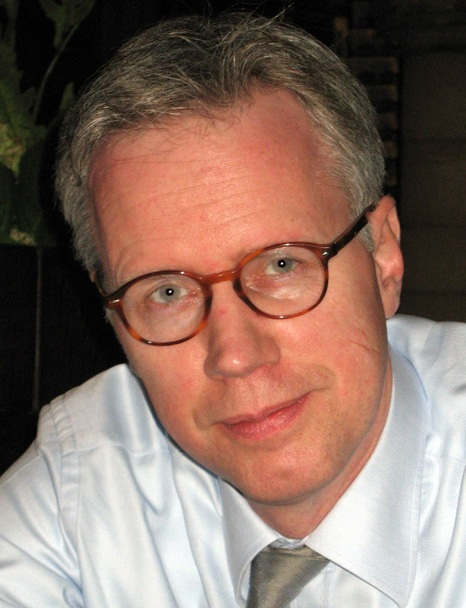
Frank E. Blokland
(foto: Eleonora Blokland)

Frank Eduard Blokland (Leiden, 1959) is een Nederlands letterontwerper en typograaf. 
Hij is de oprichter van de succesvolle werkgroep Letters], waaruit veel bekende Nederlandse letterontwerpers zijn voortgekomen. Hij richtte deze groep op tijdens zijn studie Grafische en Typografische vormgeving aan de Koninklijke Academie van Beeldende Kunsten in Den Haag.

## Biografie als typograaf
In 1985 won Blokland de jaarlijkse letterontwerpwedstrijd van het in de Verenigde Staten gevestigde Chartpak en verscheen zijn lettertype Bernadette als afwrijflettertype bij deze firma. Een jaar later ontwierp hij in opdracht van de Dienst Esthetische Vormgeving van de PTT het Bulthuismonument (Bergum, Friesland), inclusief de belettering.
In 1987 ontwierp hij de belettering van het Homomonument bij de Westerkerk in Amsterdam. Daarna volgden nog vele opdrachten op dit gebied, zoals de belettering van het Gerard Noodt monument aan de Bibliothèque Wallonne en de plaquette bij het Joodse Weeshuis, beide in Leiden, en die van het Franciscanessenmonument in Oegstgeest. In dezelfde tijd bekwaamde Blokland zich in het kappen van letters in steen.
Van 2004 tot 2011 verzorgde Blokland belettering van het kunstwerk "Ramen met Namen" in de glas-in-loodramen in de kooromgang van de Pieterskerk te Leiden.

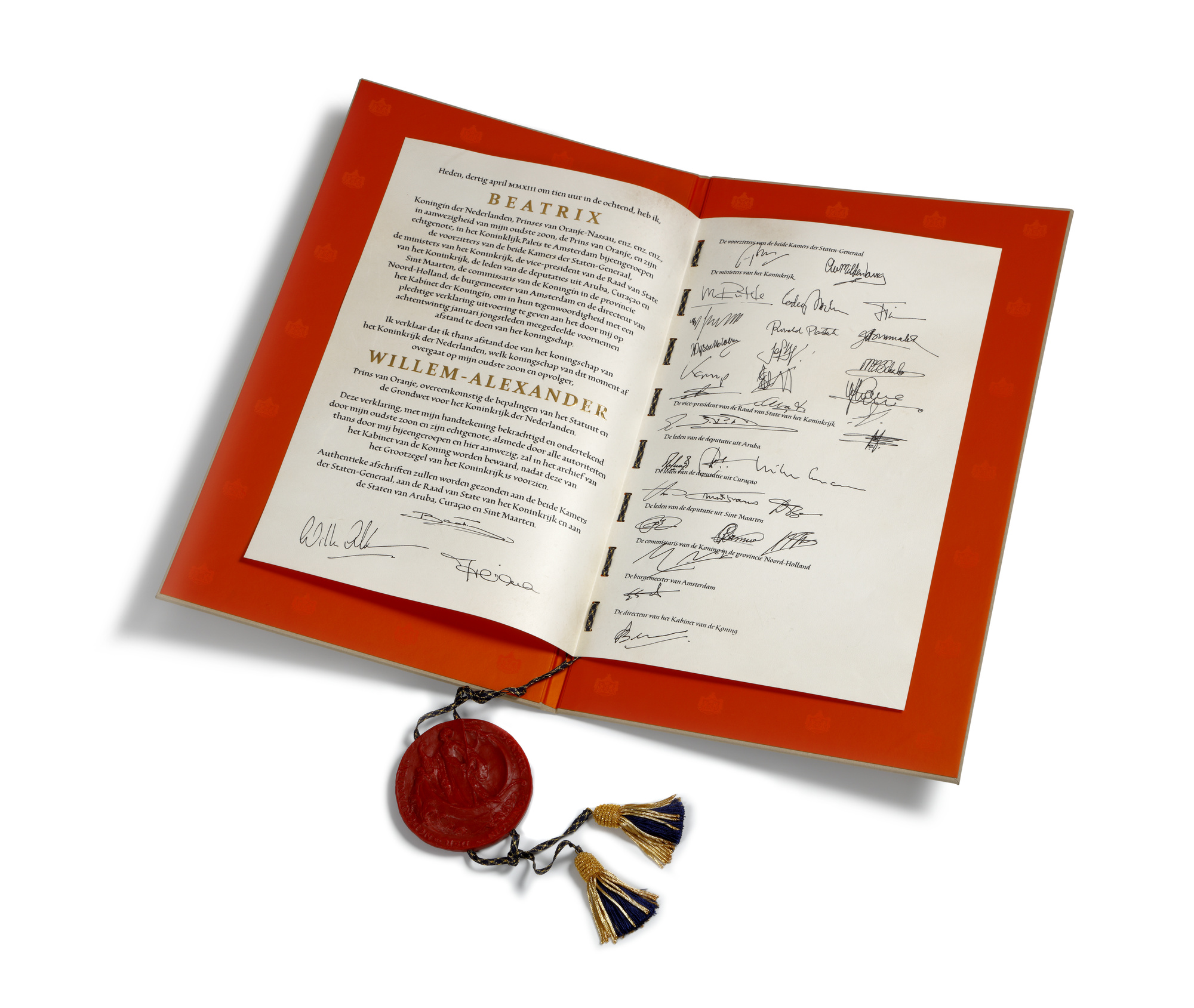
Acte van Abdicatie Koningin Beatrix
30 april 2013

In 2013 werd hij uitverkoren om de opmaak te verzorgen van de Acte van Abdicatie van koningin Beatrix; hij koos daarvoor een kalligrafisch lettertype, gebaseerd op de humanistische Minuskel.
Op 11 oktober 2016 is Blokland gepromoveerd tot doctor in de Humaniora aan de Universiteit Leiden. Zijn proefschrift is getiteld: On the origin of patterning in movable Latin type : Renaissance standardisation, systematisation, and unitisation of textura and roman type.

## Biografie als docent
In 1987 volgde Blokland – als eerste van de jongere generatie – Gerrit Noordzij op als (senior) docent aan de Koninklijke Academie van Beeldende Kunsten, waar hij sindsdien schrijven, lettertekenen, letterontwerpen en fontproductie doceert aan de bachelor en master opleidingen van de afdeling Grafische Ontwerpen. Tevens gaf hij gastcolleges aan onder meer de Technische Universiteit Delft en de University of Reading. Daarnaast hield hij voordrachten over de digitale fontproductie tijdens de ATypI TypeTech Forums in 2005 (Helsinki), 2006 (Lissabon), 2007 (Brighton), 2008 (St. Petersburg) en op de DTL FontMaster Conferenties in Vught (2002 en 2003) en Hamburg (2002). 
Sinds 1995 is Blokland verbonden als docent aan het Plantin Instituut voor Typografie te Antwerpen, waar hij theoretisch onderwijs in het letterontwerpen en de digitale fontproductie geeft.
In de periode 1989–1990 zette Frank E. Blokland de Teleac cursus Kalligraferen, de kunst van het schoonschrijven op en schreef hij het bijbehorende cursusboek, waarvan 16.000 exemplaren over de toonbank gingen. Verder schreef hij sinds eind jaren tachtig een kleine honderdvijftig historiserende, opiniërende en technische artikelen over letterontwerpen en fontproductie voor verschillende grafische en technische vakbladen, zoals Compres, Pers, PrintBuyer, Hamburger Satzspiegel, Page en de Nederlandse editie van MacWorld.

## Dutch Type Library DTL
Blokland richtte in 1990 Dutch Type Library op, een lettertype-ontwerpbedrijf.

## Publicaties
Boeken
- Kalligraferen: de kunst van het schoonschrijven (Teleac/Gaade, Utrecht 1990)
- DTL FontMaster Manual (’s-Hertogenbosch/Hamburg, 2002* (handleiding bij DTL FontMaster Utilities, in samenwerking met dr. Juergen Willrodt))
- On the origin of patterning in movable Latin type: Renaissance standardisation, systematisation, and unitisation of textura and roman type (Diss) Leiden, 2016[4]

Artikelen: Compres (rubriek Dwarsverbanden)
- Pygmeeënland (Compres van 12 juni 1990, p. 52 t/m 54 (letterontwerpen))
- Kalligraferen op de desktop (Compres van 24 december 1990, p. 99 t/m 101 (dtp))
- Typografische burgerlijkheid (Compres van 3 september 1991, p. 22 t/m 27 (een satirische tirade))
- Schreefloos doch modern (Compres van 24 juni 1992, p. 22 t/m 24 ( DTL Argo))
- Letterontwerpen: kunst of ambacht (Compres van 2 september 1992, p. 20 t/m 23 (letterontwerpen en schriftonderwijs))
- Toppers van toen (Compres van 11 november 1992, p. 20 t/m 23 (revivals))
- Goede tijden slechte tijden (Compres van 23 december 1992, p. 54 t/m 56 (Jan van Krimpen))
- Literair pak hagelslag (Compres van 24 februari 1993, p. 16 t/m 19 (nieuwe verkeersborden))
- De bomen en het bos (Compres van februari 1993)
- Leve de vooruitgang (Compres van 5 mei 1993, p. 24 t/m 27 (technologische ontwikkelingen typografie))
- Een archaïstische fiets (Compres van 30 juni 1993, p. 14 t/m 17 (kalligrafie))
- Kroketten-letters aan de kerk (Compres van 20 oktober 1993, p. 28 t/m 31 (letters in steen en metaal))
- Verwilderde zeden (Compres van 12 januari 1994, p. 14 t/m 17 (dtp en typografie))
- Het Steen (Compres van 6 april 1994, p. 29 t/m 31 (fontpiraterij))
- Typografisch Manifest (Compres van 4 mei 1994, p. 26 t/m 29 (typografie))
- Vakantiegeld (Compres van 13 juli 1994, p. 16 t/m 19 (fonttechnologie))
- Valse romantiek (Compres van 21 september 1994, p. 24 t/m 27 (technologische ontwikkelingen letterontwerpen))
- Communisme en bureaumeubelen (Compres van 30 november 1994, p. 30 t/m 33 (Erhard Kaiser, DTL Fleischmann))
- Digitale kraalranden en kippevel (Compres van 22 februari 1995, p. 32 t/m 35 (technologische ontwikkelingen letterontwerpen))
- Armoe troef (Compres van 19 april 1995, p. 30 t/m 33 (letterontwerpers))
- Modern Times (Compres van 14 juni 1995, p. 36 t/m 39 (Jan van Krimpen en revivals))
- Een vergaarbak van stijlen (Compres van 6 september 1995, p. 28 t/m 31 (historische letterontwerpen))
- Van krantenjongen tot typograaf (Compres van 4 oktober 1995, p. 28 t/m 31 (kranten-typografie))
- De juffrouw van de retirade (Compres van 15 november 1995, p. 28 t/m 31 (letterpiraterij))
- De inbreng van de fontproducent (Compres van 10 januari 1996, p. 16 t/m 18 (tekst en cijfers))
- Schoonschrijven als basis voor letterontwerpen (Compres van 6 maart 1996, p. 44 t/m 47 (Chris Brand))
- De digitale weg naar Kralingen (Compres van april 1996)
- De kunst van het kijken (Compres van 26 juni 1996, p. 24 t/m 27 (desktop publishing en letters))
- Fonts, formaten en piraten (Compres van 10 juli 1996, p. 18 t/m 21 (fonts en verschillende besturingssystemen))
- Letterdieverij (Compres van 30 oktober 1996, p. 22 t/m 25 (plagiaat in letterontwerpen))
- Kalligraﬁe in veelfout (Compres van 24 december 1996, p. 56 t/m 59 (boekbespreking))
- Materialistische verlangens en fontproductie (Compres van 22 januari 1997, p. 18 t/m 21 (historische uitgaven))
- Een goed belegde boterham (Compres van 2 april 1997, p. 20 t/m 23 (geschiedenis van het letterontwerpen))
- Een historisch apenstaartje (Compres van 14 mei 1997, p. 26 t/m 29 (het maken van revivals))
- Over vlees en vis (Compres van 9 juli 1997, p. 16 t/m 18 (Jan van Krimpen, DTL Haarlemmer))
- Kop en schouders (Compres van 17 september 1997, p. 32 t/m 35 (bespreking Bulletin))
- Een succesvol stiefkind (Compres van 12 november 1997, p. 28 t/m 31 (The Monotype Recorder))
- Een bezoek aan Oxford (Compres van 8 januari 1998, p. 16 t/m 19 (Fell types))
- Van Kis tot Kisman ( Compres van 4 februari 1998, p. 20 t/m 23 (tentoonstelling ub))
- Kostbaar pakpapier (Compres van maart 1998)
- Belgische Weelde met deltahints (Compres van 10 juni 1998, p. 54 t/m 57 ( DTL Rosart, fonttechnologie))
- Een beetje gui werkt met een muis (Compres van 2 september 1998, p. 26 t/m 29 (fonttechnologie))
- Grenzeloos complex (Compres van 28 oktober 1998, p. 22 t/m 25 (het euro-teken en fonttechnologie))
- Letterontwerpen en fontproductie (Compres van 6 januari 1999, p. 16 t/m 19 (letterontwerpen en fontproductie))
- Chris Brand (1921* 1998) (Compres van 20 januari 1999, p. 31 (in memoriam cb)
- De vraagbaak (Compres van 3 maart 1999, p. 22 t/m 25 (letters op pc en Mac os))
- Het digitale puntje op de i (Compres van 28 april 1999, p. 26 t/m 29 (technologische ontwikkelingen letterontwerpen))
- Vakantieliteratuur in digitaal tijdperk (Compres van 28 juli 1999, p. 18 t/m 20 (boekbespreking))
- Fontproductie op de drempel van de 21e eeuw (Compres van 24 november 1999, p. 24 t/m 27 (fontproductie))
- InDesign, Unicode en Gutenberg (Compres van 29 september 1999, p. 26 t/m 29 (technologische ontwikkeling typografie))
- Met het oog op morgen (Compres van 19 januari 2000, p. 22 t/m 25 (OpenType en Unicode))
- Eigenzinnig, maar conventioneel (Compres van 26 juli 2000, p. 18 t/m 21 ( DTL Paradox))
- Femme fatale onder de besturingssystemen (Compres van 30 augustus 2000, p 14 t/m 17 (Linux))
- ATypi Congres Leipzig (Compres van oktober 2000 (verslag))
- Fonttechnologie. De stand van zaken (Compres, maart 2001, (fonttechnologie))
- os x is er, nu de software nog (Compres van 11 juli 2001, p. 20 t/m 23 (Mac os x, fonts en fontproductie))
- eBooks, gBooks en eCrooks (Compres van 10 oktober 2001, p. 20 t/m 22 (fonttechnologie))
- Hoe maak je een font euro-proef? (Compres van 13 maart 2002, p. 18 t/m 23 (fonttechnologie))
- Een ster onder de schreeflozen (Compres van 24 april 2002, p. 20 t/m 23 ( DTL Prokyon))
- Lettertypes voor iedereen (Compres van 19 juni 2002, p. 18 t/m 21 (OpenType))
- Fijnproevers en dradentellers (Compres van 25 september 2002, p. 22 t/m 25 (letterontwerpen))
- Ieder karakter z’n eigen nummer (Compres van 20 november 2002, p. 18 t/m 21 (Unicode in historisch perspectief))
- Wat maakt een font een font? (Compres van 5 maart 2003, p. 18 t/m 21 (letterontwerpen))
- Romulus nieuw leven ingeblazen (Compres van 18 juni 2003, p. 24 t/m 27 ( DTL Romulus))
- Een stap terug (Compres, oktober 2003)
- Letters en archaïsmen (Compres van januari 2004)
- Dutch Type (Compres van april 2004 (boekbespreking))

Artikelen: PrintBuyer
- Letterkennis voor de desktoppublisher (PrintBuyer van 16 februari 1993, p. 15 t/m 19 (fonttechnologie))
- Hoe leesbaar is uw drukwerk? (PrintBuyer van 19 oktober 1993, p. 30 t/m 33 (letterontwerpen en typografie))
- De basis voor een leesbaarheidstest (PrintBuyer van 16 november 1993, p. 24 t/m 25 (leesbaarheid letters))
- Hoe ruimtebesparend zijn zuinige letters (PrintBuyer van 15 juni 1995, p. 45 t/m 49 (zuinigheid letters))
- Haarlemmer: de onvoltooide van Van Krimpen (PrintBuyer van 16 november 1995, p. 31 t/m 35 ( DTL Haarlemmer))
- VandenKeere: schakel naar de Gouden Eeuw (PrintBuyer van 14 december 1995, p. 49 t/m 53 ( DTL VandenKeere))
- Christoffel van Dijck: de ‘huissnijder van Elsevier’ (PrintBuyer van 18 januari 1996, p. 32 t/m 34 ( DTL Elzevir))
- Fleischmann: een oosterbuur in het land van Frau Antje (Print Buyer van 15 februari 1996, p. 31 t/m 33 ( DTL Fleischmann))
- Nobel: een schreeﬂoze op leeyijd (PrintBuyer van 21 maart 1996, p. 43 t/m 45 ( DTL Nobel))
- Albertina: een loden letter in ere hersteld (PrintBuyer van 18 april 1996, p. 46 t/m 47 (DTL Albertina))
- Klassieke kwaliteitsletters nog altijd populair (PrintBuyer van 22 januari 1998, p. 36 t/m 37 (catalogus Best Verzorgde Boeken van 1996))

Artikelen: Pers
- De ingrediënten van een tekst (Pers van 14 oktober 1993, p. 10 t/m 11 (leesbaarheid letters))
- De basis voor een leesbaarheidstest (Pers van 11 november 1993, p. 14 t/m 15 (leesbaarheid letters))
- Onleesbaar is de letter die hindert en vermoeit (Pers van 23 december 1993, p. 10 t/m 11 (leesbaarheid letters))
- Leesbaarheid niet wetenschappelijk aantoonbaar (Pers van 28 april 1994, p. 10 t/m 11 (leesbaarheid letters))
- De superletter zal het licht nooit zien (Pers van 26 mei 1994, p. 14 t/m 15 (leesbaarheid letters))
- Waar zijn de kraalrand en de scherpe schreven? (Pers van 1 september 1994, p. 14 t/m 15 (letterontwerpen))
- In de kraamkamer van nieuwe lettertypen (Pers van 29 september 1994, p. 14 t/m 15 (letterontwerpen))
- In de keuken van de digitale fontproduktie (Pers van 8 december 1994, p. 18 t/m 19 (fontproductie))
- Als Mac en pc elkaar in een netwerk ontmoeten (Pers van 5 januari 1995, p. 12 t/m 13 (fonttechnologie))
- Typografische rampspoed uit de computer (Pers van 2 februari 1995, p. 18 t/m 19 (fonttechnologie))
- Het ene font is het andere niet (Pers van 6 juli 1995, p. 18 t/m 19 (fonttechnologie))
- Toepassing en digitaal formaat bepalen de fontkeuze (Pers van 31 augustus 1995, p. 18 t/m 19 (fonttechnologie))
- De ‘loden letter’ zit niet lekker in zijn PostScript-vel (Pers van 12 oktober 1995, p. 14 t/m 15 (fonttechnologie))
- Oude wijn in nieuwe zakken: Adobe Garamond (Pers van 9 november 1995, p. 14 t/m 15 (letterontwerpen))
- Adobe Minion. Een degelijk type met verfijnde trekjes (Pers van 7 december 1995, p. 18 t/m 19 (letterontwerpen))
- Terug op het oude nest: Swiy 2.0 (Pers van 18 januari 1996, p. 14 t/m 15 (letterontwerpen))
- In het riool van de typografie (Pers van 14 maart 1996, p. 14 t/m 15 (letterontwerpen))
- Modder is in. Aangeklaagd wegens mishandeling (Pers van 11 april 1996, p. 16 t/m 17 (letterontwerpen))
- Voor u getest: atm Deluxe 4.0 (Pers: van 5 juni 1997, p. 12 t/m 13 (bespreking software))
- Loden jeugd garantie voor een goede oude dag (Pers van 18 december 1997, p. 14 t/m 15 (typografie catalogus best verzorgde boeken))
- Mac-typografie in het kantoorkeurslijf (Pers van 17 december 1998, p. 14 t/m 15 (fonttechnologie))
- Kraak noch smaak in het dashboardkastje van de Mercedes (Pers van 28 januari 1999, p. 16 t/m 17 (lettertypen))
- Lettertype Renault (Pers van … februari 1999, p. … (lettertypen))
- vag Rundschriy, de kever onder de lettertypen (Pers van 22 april 1999, p. 14 t/m 15 (lettertypen))
- Digitale pers worstelt met het afdrukken van letters (Pers van 23 september 1999, p. 14 t/m 15 (fonttechnologie))
- Best Bezorgd (Pers van 7 oktober 1999, p. 20 (kritiek lettertype))
- Alles blijft bij het oude (Pers van 16 december 1999, p. 20 t/m 21 (fonttechnologie))

Artikelen: Page
- Serifenlos und doch modern (Page 12 van 1992, p. 66 t/m 69 ( DTL Argo))
- Haarlemmers Comeback (Page 03 van 1997, p. 48 t/m 50 ( DTL Haarlemmer))
- Noble Form (Page 09 van 1997, p. 40 t/m 42 ( DTL Nobel))

Artikelen: diversen
- Rode Oortjes (De Gids van april* mei 1993, p. 441 t/m 445 (typograﬁe))
- Schriy (Letters & techniek, Zaltbommel 1993, p. 9 t/m 12 (schriftonderwijs))
- Fonts op de Macintosh (Apple World Magazine van februari 1995, p. 39 t/m 41 (fonttechnologie))
- Jan van Krimpen’s Haarlemmer type (The Monotype Recorder, New Series/Volume 9, 1996, p. 29 t/m 32 ( DTL Haarlemmer))
- Chris Brand’s Albertina (The Monotype Recorder, New Series/Volume 9, 1996, p. 33 t/m 35 ( DTL Albertina))
- De geschiedenis van een letter (Vakblad nr. 45, 1999, p. 10 t/m 11 (typograﬁe))
- Op Franse leest geschoeid (DTL Paradox letterproef, ’s-Hertogenbosch 2002, p. 5 t/m 14 (letterontwerpen))

- Gemeinsame Normdatei: 142826898
- International Standard Name Identifier: 0000 0001 0752 1202
- Nederlandse Thesaurus van Auteursnamen: 07527325X
- RKD-Nederlands Instituut voor Kunstgeschiedenis: 99306
- Virtual International Authority File: 160131503
- WorldCat: E39PBJpPFDg4mVDrhqFr7K7rbd